# Ашраф Хакими
Ашра̀ф Хакѝми е марокански футболист, който се състезава за френския отбор Пари Сен Жермен. Роден е на 4 ноември 1998 г. в Мадрид. Освен в Пари Сен Жермен участва и в националния отбор по футбол на Мароко. Играе на поста десен бек. Присъединява се към отбора на Пари Сен Жермен през лятото 2021 г. Състезавал се е и за Интер в периода 2020 – 2021, за Борусия Дортмунд под наем в периода 2018 – 2020 и за Реал Мадрид. Вкарва гол на финала на Шампионска лига срещу Интер.

## Успехи

### Клубни
Реал Мадрид
- Суперкупа на Испания: 2017
- Шампионска лига: 2017/18
- Суперкупа на УЕФА: 2017
- Световно клубно първенство: 2017

Борусия Дортмунд
- Суперкупа на Германия: 2019

Интер
- Серия А: 2020/21

Пари Сен Жермен
- Лига 1: 2021/22, 2022/23, 2023/24, 2024/25
- Купа на Франция: 2023/24, 2024/25
- Суперкупа на Франция: 2022, 2023, 2024
- Шампионска лига: 2024/25
- Суперкупа на УЕФА: 2025

### Национален отбор
Мароко
- Олимпийски игри 2024 – бронзов медал